# Uruguay ai Giochi della X Olimpiade
L'Uruguay partecipò ai Giochi della X Olimpiade, svoltisi a Los Angeles, Stati Uniti, dal 30 luglio al 14 agosto 1932, con una delegazione di 2 atleti impegnati in una disciplina.

## Medaglie
| Medaglia | Atleta            | Sport       | Evento           |
| -------- | ----------------- | ----------- | ---------------- |
| Bronzo   | Guillermo Douglas | Canottaggio | Singolo maschile |